# 須間一也
須間 一也（すま かずや、本名：酒井 一光、1965年4月15日 - ）は、日本の俳優。東京都出身。SRプロダクション所属。元お笑い芸人。父親は昭和のお笑いトリオ「ギャグ・メッセンジャーズ」のリーダー、須間 一露。

## 来歴・人物
1982年7月に小田進也と「パワーズ」を結成。ザ・テレビ演芸で10週勝ち抜きチャンピオンとなる。
1986年に小田が脱退し、2代目パートナーとして火野玉男（堀部圭亮の旧芸名）が加入。
1987年10月、火野と共にCHA-CHAの前身グループである「茶々隊」のオーディションに合格。しかし、CHA-CHAのレコードデビュー前に共にメンバーを脱退している。
1991年11月、パワーズを解散。その後トリオ「須間一弥と黒潮そだち」と結成するも、1994年に解散。
1996年に元LAUGH-BOXの内山浩次とコンビ「Zee-G（ジージー）」を結成。一度だけ爆笑オンエアバトルに出場したがオンエアとならず、2000年に解散。
1997年2月にダンカン、グレート義太夫、ガラかつとしらと劇団「東京サギまがい」を結成。
既婚者で子供は3人おり、子供の画像は自身のTwitterやブログでもアップしている。
趣味はダーツ、ゴルフ、野球、アメリカンフットボール（全国高校選手権優勝経験有り）。
過去に何度か芸名を変えており、須間一也 → 須間一弥 → 須間一彌 → 須間一也と改名している。

## 出演

### 映画
- おニャン子ザ・ムービー 危機イッパツ!（1986年、東宝）
- NIGHT HEAD（1994年、東宝）

### テレビドラマ
- 風呂上がりの夜空に（1987年、テレビ朝日）
- 荒野のテレビマン（1987年、フジテレビ）
- 銀河テレビ小説・まんが道 青春編（1987年、NHK） - 角田次郎 役
- 奇妙な出来事 第1回「一億の夢」（1989年10月9日、フジテレビ） - 主演・田中一郎 役
- 世にも奇妙な物語 第1シリーズ（フジテレビ）
  - 「楊貴妃の双六」（1990年4月19日） - 石毛正夫 役
  - 「常識酒場」（1992年4月30日） - 髭デブ 役
- ドラマチック22「ごきげんよう!横断歩道でつかまえて」（1990年6月30日、TBS）
- NIGHT HEAD THE OTHER SIDE（1992年12月24日、フジテレビ） - 藤井辰雄 役
- 外科医柊又三郎 第1話（1995年7月6日、テレビ朝日） - バス停のサラリーマン 役
- ぼくらの勇気 未満都市 第9話（1997年、日本テレビ）
- 月曜ドラマスペシャル「アドベンチャー探偵の事件簿」（2000年11月6日、TBS）
- ストロベリーナイト 第1話（2012年10月10日、フジテレビ）
- ペテロの葬列 第10話（2014年9月8日、TBS） - 松岡浩平 役
- 信長協奏曲 第2話（2014年10月20日、フジテレビ）
- 水曜ミステリー9「犯罪科学分析室 電子の標的2」（2016年3月23日、テレビ東京） - 東隆哉 役
- バスケも恋もしてみたい（2016年、フジテレビ）
- 相棒 season15 最終話（2017年3月22日、テレビ朝日）
- 下剋上受験 第9話（2017年3月10日、TBS） - 警備員 役
- 人は見た目が100パーセント 第1話（2017年4月13日、フジテレビ） - 市役所職員 役
- 仮面ライダーエグゼイド 第38話（2017年7月9日、テレビ朝日） - 執刀医 役
- あなたの番です第6話（2019年、日本テレビ） - 守衛 役
- 緊急取調室 新春ドラマスペシャル「特別招集 2022 8億円のお年玉」（2022年1月3日、テレビ朝日）
- アトムの童 第3話（2022年10月30日、TBS）
- ケイジとケンジ、時々ハンジ。 第2話（2023年4月20日、テレビ朝日） - 角田宏昭 役
- Re:リベンジ-欲望の果てに- 第1話（2024年4月11日、フジテレビ） - 医師 役[3]
- Believe-君にかける橋- 第3話（2024年5月9日、テレビ朝日） - タクシー運転手 役

### バラエティ
- 欽ちゃんの気楽にリン
- 欽きらリン530!!
- 桃色学園都市宣言!!（火曜日・合羽坂学園、1987年10月 - 1988年3月）（フジテレビ）

### CM
- ヤマザキデイリーストア
- 味の素「弾けるキャンディー・ドンパチ」

### 舞台
- RE-INCARNATION RE-VIVAL（2014年12月、全労済ホール スペース・ゼロ / 2015年1月、サンケイホールブリーゼ） - 公孫瓚伯珪 役
- ジョーカー・ゲームII（2018年6月、シアター1010 /同月 メルパルクホール） - 白幡樹一郎 役